# الدوري الشمالي لكرة القدم 1947–48
الدوري الشمالي لكرة القدم 1947–48 (بالإنجليزية: 1947–48 Northern Football League)‏ هو موسم من الدوري الشمالي لكرة القدم ‏. فاز فيه Ferryhill Athletic F.C. ‏.